# ホテリアー (日本版)
『ホテリアー』は、2007年4月19日より6月14日までテレビ朝日系列の「木曜ドラマ」枠で、毎週木曜日21:00 - 21:54に放送された日本のテレビドラマ。主演は上戸彩。
2001年4月4日から6月7日にかけて韓国のMBCで放送されたテレビドラマ『ホテリアー』のリメイク。全9話。韓国版の「ホテリアー」に出演した韓流俳優のペ・ヨンジュンが特別出演している。
2007年10月に「ホテリアー 2007 コレクターズ DVD -BOX」が発売された。

## 概要
一流ホテルを舞台に、そこで働くスタッフたちの人間関係と友情、またそのホテルの買収をもくろむ企業買収家と経営者の攻防をリアルに描いた作品。日本版はサブタイトルに『豪華ホテルをめぐる嫉妬・裏切り・そして愛』がつけられていたが、放送開始時には『ホテリアー』のみに変更された。
韓国版が日本で好評だったことから話題となりペ・ヨンジュンが特別出演するなど期待度は高かったが視聴率は1話以外全て1桁台となり低迷した。

## キャスト

### 東京オーシャンホテル
- 小田桐杏子〈22〉（フロントアシスタントマネージャー） - 上戸彩

オリジナル版「ホテリアー」でのソ・ジニョン（Ca:ソン・ユナ）に該当する。
- 上田奈津子〈33〉（フロントマネージャー） - 西田尚美
- 緒方耕平〈37〉（新総支配人） - 田辺誠一

オリジナル版「ホテリアー」でのハン・テジュン （Ca:キム・スンウ）に該当する。
- 岩間武彦〈37〉（副総支配人） - 東幹久
- 北野洋介〈23〉（ベルボーイ・社長の一人息子） - 佐藤祐基
- 飯塚雅人〈25〉（ベルボーイ） - 渡邉紘平
- 紺野里子〈45〉（ハウスキーパー） - 大島蓉子
- 市川香織〈25〉（ハウスキーパー） - 堀まゆみ
- 後藤加世子〈27〉（レストランマネージャー） - 小田茜
- 平山葵〈25〉（レストランウエイトレス） - 亜南
- 村野あゆみ - 小林加奈
- 田中エリ〈20〉（新米シェフ） - じゅよん
- 萩原隆一〈36〉（レストラン主任） - 丸山智己
- 黒岩輝夫〈58〉（レストラン料理長） - 塩見三省
- 北野幸治郎〈享年55〉（社長。第1話で急逝） - 大杉漣
- 北野みつ子〈48〉（新社長） - 片平なぎさ

### 大日東開発
- 森本正和〈53〉（会長） - 竹中直人
- 森本あかね〈22〉（会長の一人娘） - サエコ

オリジナル版「ホテリアー」でのキム・ヨンヒ（Ca:ソン・ヘギョ）に該当する。
- 柏木真由美〈30〉（森本の秘書兼愛人?） - 笛木優子
- 水沢圭吾〈35〉（大日東開発に雇われた優秀なM&Aの専門家） - 及川光博

オリジナル版「ホテリアー」でのシン・ドンヒョク（Ca:ペ・ヨンジュン）に該当する。
- エドワード・キクチ〈40〉（日系アメリカ人の辣腕弁護士） - 甲本雅裕

### ゲスト
第1話 「東京〜ソウル、運命のめぐり逢い!豪華ホテルに愛と欲望の罠」
- シン・ドンヒョク（M&Aの専門家で緒方の友人） - ペ・ヨンジュン（特別友情出演）
- 藤田徹（東京オーシャンホテル・元総支配人） - 中根徹
- 水口代議士 - 児玉頼信
- 水口幸恵 - 高橋ひとみ

第2話 「危険な客からの300本のバラ!?」
- 宮田会長 - 遠藤たつお

第3話 「突然の恋!4人の運命は」
- 客・青田（クレーマー） - 木村靖司

第4話 「消えた小さな客!追いつめられた恋…」
- 槙原恵子 - 矢野トモ子
- 槙原翔太 - 鈴木宗太郎

第6話 「30年目の結婚式!?」
- 村上芳雄 - 竜雷太
- 村上あゆみ - 高林由紀子

第7話 「兄妹、運命の対決」
- SS501

## スタッフ
- 企画 - 佐藤凉一（テレビ朝日）
- 脚本 - 江頭美智留
- 音楽 - 大島ミチル
- 演出 - 木下高男、土方政人、北川学
- 主題歌 - 上戸彩「涙の虹」
- 技術プロデューサー - 説田比登志（テレビ朝日）、長谷川美和
- 撮影 - 栗栖直樹
- TD - 宮田一（テレビ朝日）
- 照明 - 小野村拡洋
- 音声 - 神波哲史
- VE - 藤本伊知郎
- VTR - 佐藤敦
- 選曲 - 谷川義春
- 音響効果 - 林久美子
- 編集 - 山本正明
- ライン編集 - 浅沼美奈子
- MA - 水戸レイ子
- タイトルバック - 高岡直樹
- 美術プロデューサー - 池上隆（テレビ朝日）
- デザイン - 出口智浩（テレビ朝日）
- 美術進行 - 渡邊眞太郎
- 装置 - 菊池誠
- 大道具 - 後藤貴弘
- 装飾 - 阿部一博
- 持道具 - 河瀬都子
- 衣裳 - 横川奈美
- スタイリスト - 原朱美、村上利香
- メイク - 南部美年、大沢香織
- 特殊効果 - 釜田智志
- 電飾 - 青羽亮
- 建具 - 宇野景治郎
- 植木 - 苗村正範
- 生花 - 橋本由子
- CGプロデュース - 山本貴歳（テレビ朝日）
- CGデザイン - 戸枝誠憲
- 美術フェネック
- 撮影協力 - ヒルトン東京ベイ
- プロデューサー - 三輪祐見子（テレビ朝日）、船津浩一
- 協力 - バスク、テイクシステムズ、テレビ朝日クリエイト、ベイシス
- 制作 - テレビ朝日、共同テレビ

## 放送日程
| 各話                                                      | 放送日  | サブタイトル                                            | 演出     | 視聴率 |
| --------------------------------------------------------- | ------- | ------------------------------------------------------- | -------- | ------ |
| 第1話                                                     | 4月19日 | 東京〜ソウル、運命のめぐり逢い!豪華ホテルに愛と欲望の罠 | 木下高男 | 11.1%  |
| 第2話                                                     | 4月26日 | 危険な客からの300本のバラ!?                             | 木下高男 | 08.0%  |
| 第3話                                                     | 5月03日 | 突然の恋!4人の運命は                                    | 土方政人 | 08.6%  |
| 第4話                                                     | 5月10日 | 消えた小さな客!追いつめられた恋…                        | 土方政人 | 07.5%  |
| 第5話                                                     | 5月17日 | ホテルをやめる日                                        | 木下高男 | 08.3%  |
| 第6話                                                     | 5月24日 | 30年目の結婚式!?                                        | 北川学   | 09.3%  |
| 第7話                                                     | 5月31日 | 兄妹、運命の対決                                        | 木下高男 | 07.1%  |
| 第8話                                                     | 6月07日 | 敵の手に渡ったホテル!?                                  | 北川学   | 08.1%  |
| 最終話                                                    | 6月14日 | そして運命の日!!                                        | 木下高男 | 09.1%  |
| 平均視聴率 8.6%（視聴率は関東地区・ビデオリサーチ社調べ） |         |                                                         |          |        |

- 初回は21時 - 22時9分の15分拡大放送。

## 遅れネット局
- 山梨放送（日本テレビ系列）
- 北日本放送（日本テレビ系列）
- 福井放送（日本テレビ系列）※
- 山陰放送（TBS系列） - 2007年9月28日～10月5日
- 四国放送（日本テレビ系列）
- テレビ宮崎（フジテレビ系列）※

※ 福井放送・テレビ宮崎はANNとのクロスネット。前者は当時月曜22時から放送していた。

## 韓国版と日本版の違い
『最終回』
【オリジナル版】
シン・ドンヒョク（ペ・ヨンジュン）がソ・ジニョン（ソン・ユナ）にソウルホテルのエントランスホールで愛の告白をし、それをジニョンが承諾。そして、アメリカに留学していたキム・ユンヒ（ソン・ヘギョ）が道端の外でハン・テジュン（キム・スンウ）を待っているかのように飛行機を見つめる。
【日本版】
水沢圭吾（及川光博）が、東京オーシャンホテルを買収の危機から救い、ホテルから姿を消す。